# St. Gallen Symposium
El Simposio de San Galo, anteriormente conocido como el Internacionales Management Symposium y el ISC-Symposium, es una conferencia anual que tiene lugar en la Universidad de San Galo en San Galo, Suiza, destinada a fomentar el diálogo intergeneracional e intercultural entre los líderes de hoy y de mañana. El objetivo del simposio es contribuir a la preservación y al desarrollo de un orden económico social y liberal.
El Simposio de San Galo fue fundado como respuesta a los acontecimientos internacionales de estudiantes durante los movimientos del 68. Desde ese entonces es organizado por el International Students’ Committee (ISC), una iniciativa estudiantil de la Universidad de San Galo. Actualmente, esta plataforma de diálogo da la bienvenida a más de 1.000 participantes cada año entre ellos personalidades como Josef Ackermann, Mohammad Khatami, Robert Dudley y Ratan Tata. El simposio es reconocido entre las reuniones estudiantiles más grandes y eminentes del mundo.